# Ecofont

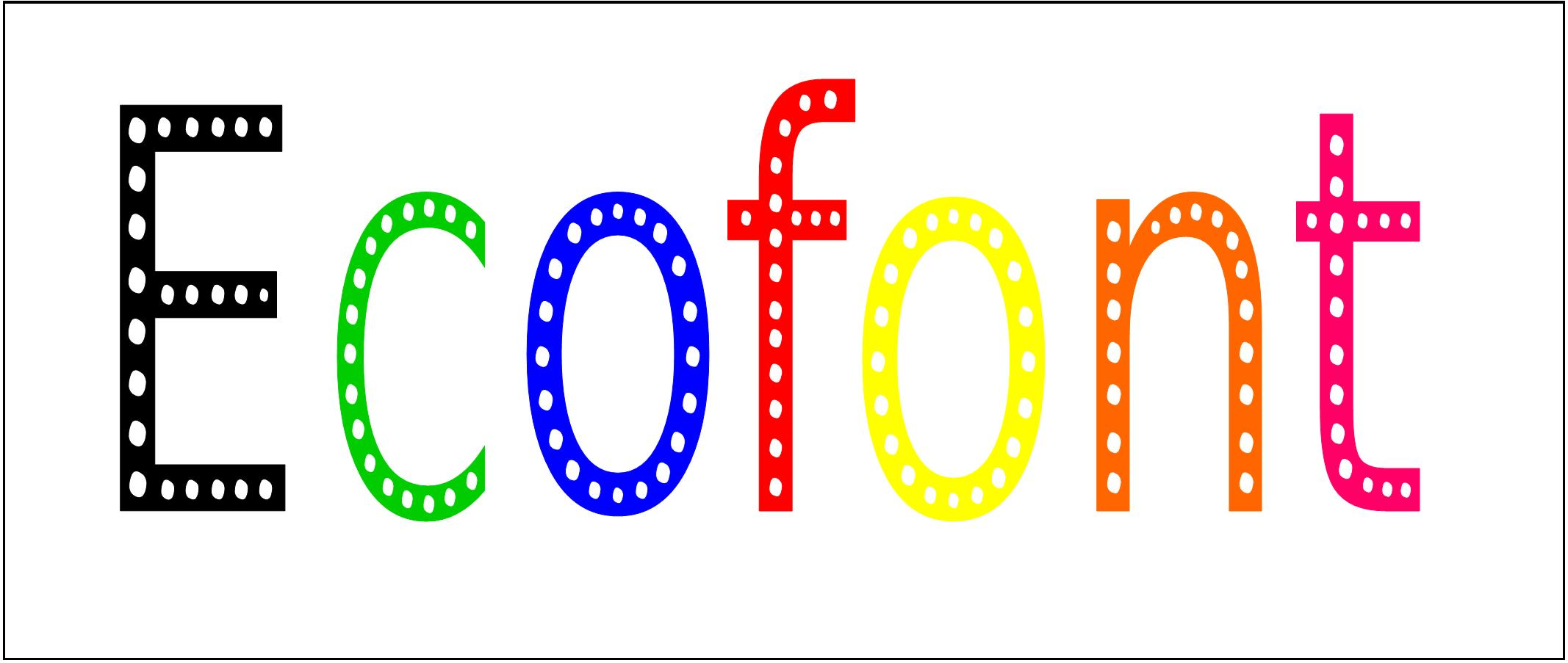
Ecofont in groot formaat, zodat de kleine gaatjes zichtbaar zijn

Ecofont is begonnen als een lettertype dat ontworpen is om printerinkt uit te sparen. Het is in 2008 ontworpen door het Utrechtse bedrijf SPRANQ. De Ecofont-letters bevatten voor het oog onzichtbaar kleine ronde gaatjes in het midden van de letter. Dit werkt alleen voor een klein letterformaat. Voor een letterformaat vanaf 12 of 13 punt worden de gaatjes zichtbaar. De werking is erop gebaseerd dat wanneer de contouren van de letter intact worden gehouden, dus de vorm van de letter, de letter herkenbaar is.
De originele, gratis versie is gebaseerd op het lettertype Bitstream Vera Sans, dat een opensource-alternatief is voor Verdana. In 2010 lanceerde het bedrijf achter Ecofont ook inktbesparende software. Hiermee kan met minder inkt afgedrukt worden met bestaande lettertypes als Arial, Verdana, Times New Roman, Calibri en Trebuchet MS.

## Prijzen en onderscheidingen
- 2013 MKB Innovatie Top 100, nummer 1[2] (Syntens Innovatiecentrum, Eindhoven)
- 2012 Sprout Challenger of the year,[3] (Sprout, Amsterdam)
- 2011 Accenture Innovation Award,[4] winnaar categorie sustainability en winnaar industrie Consumer Products & Goods (Accenture, Amsterdam)
- 2010 European Environmental Design Award,[5] categorie Grafisch Ontwerp (DiMAD, Madrid)
- 2010 Nominatie De Gouden Impuls,[6] categorie Young Professionals (Gemeente Utrecht)
- 2009 Nominatie Accenture Innovation Awards,[7] categorie Green (Accenture)